# سعیدبیگ
سعیدبیگ یکی از روستاهای استان آذربایجان شرقی ایران است که در دهستان تازه‌کند بخش خسروشاه شهرستان تبریز واقع شده‌است.

## جمعیت
بر اساس نتایج سرشماری سال ۱۳۹۵ منتشر شده در سایت مرکز آمار ایران، روستای سعیدبیگ خالی از سکنه می‌باشد.